# 제1군수지원사령부
제1군수지원사령부 "황소"(第一軍需支援司令部, 1st Logistics Support Command, 약칭: 1군지사)는 대한민국 육군의 지상작전사령부 예하 지원 사령부이다. 지상작전사령부의 예하 군단을 지원하며 강원도 원주시에 본부를 두고있다.

## 역사
1971년 1월 15일에 강원도 원주시 판부면에서 창설되었다. 이후 1977년 12월, 원주시 내에서 사령부를 이사하였다.
2001년부터 도시 한가운데에 주둔하고 있던 탓에 도시 발전에 걸림돌이 되는 비판에 따라 1군지사의 이전이 제기되었다.
2015년 12월 29일, 1군지사와 그 외의 부대가 주둔할 기지를 짓기 위해 국방부는 호저면에 43만 6,722m2의 부지를 사들었다.
2017년 12월 1일, 제1야전군 예하 2, 3군단을 직접지원 임무를 수행할 제2군수지원여단, 3군수지원여단이 창설되었다.
야전군의 통합과 지상작전사령부의 창설로 2019년 1월 1일, 제1군지원사령부는 지상작전사령부로 전속하였다. 그리고 다음날 1월 2일에 제8군단을 지원하는 제8군수지원단처럼 수도군단, 제6군단, 제7기동군단을 지원하는 수도군수지원단, 제6군수지원단, 제7군수지원단을 창설하였다. 그리고 1군지사의 새로운 주둔지의 건설에 대해 같은 날에 열린 원주시청 정례브리핑에서 원창묵 원주시장은 3월부터 착공하여 2021년까지 완공하겠다고 밝혔다.

## 편성
- 사령부 직할
  - 본부근무대
  - 제1의무보급정비대대
  - 제11급양대대
  - 제31보급대대
  - 제59탄약대대
  - 제71정비대대
  - 제611수송대대
  - 제612수송근무대
- 수도군수지원단 - 수도군단 직접지원
  - 제10보급대대
  - 제50탄약대대
  - 제70정비대대
  - 제600수송대대
  - 제10급양대
- 제6군수지원단 - 제6군단 직접 지원
  - 제90정비대대
  - 제56탄약대대
  - 제16보급대대
  - 제606수송대대
  - 제7급양대
- 제7군수지원단 - 제7기동군단 직접 지원
  - 제57탄약대대
  - 제86정비대대
  - 제96정비대대
  - 제6급양대
- 제8군수지원단 - 제8군단 직접 지원
  - 제18보급대대
  - 제88정비대대
  - 제58탄약대대
  - 제608수송대대
  - 제8급양대